# Franskt medborgarskap

Frankrikes pass som landets medborgare kan ansöka om

Franskt medborgarskap är den legala förbindelsen mellan en privatperson och republiken Frankrike. Staten följer mestadels ius sanguinis-principen men delvis ius soli-principen.

## Medborgarskap genom födelse
En person är en infödd fransk medborgare om han eller hon har åtminstone en förälder som har franskt medborgarskap vid barnets födelse. Detta måste bevisas innan barnets 18:e födelsedag. Om person är över 18 år, kan medborgarskapet överföras från endast moders sida om hennes franska medborgarskap kan bevisas.

## Medborgarskap för 18-åriga
Sådana personer kan få franska medborgarskapet vid deras 18:e födelsedag om de uppfyller alla följande krav:
- är född i Frankrike
- är bosatt i Frankrike då han eller hon fyller 18
- har varit bosatt primärt i Frankrike för åtminstone 5 år sedan personens 11:e födelsedag

Sådana personer kan också välja att inte ta emot franskt medborgarskap.

## Medborgarskap genom ansökan
Man kan få franskt medborgarskap genom ansökan om man uppfyller följande krav:
- åtminstone 18 år gammal
- har permanent uppehållstillstånd (gäller inte medborgare från andra EU-länder)
- har varit bosatt i Frankrike för åtminstone 5 år
- har bevisligen integrerat till Frankrikes samhälle
- kan försörja sig
- har inte dömts till mer än 6 månader i fängelse eller dömts för ett brott mot Frankrike

Ansökare måste också bevisa tillräckliga muntliga och skriftliga kunskaper i franska språket åtminstone på nivån B1. Man kan bli befriad från språkkravet om man har ett skolbetyg från ett franskspråkigt land.
Väntetiden kan förkortas till 2 år i följande fall:
- man har studerat i en fransk högskola för åtminstone 2 år och tagit examen
- man har någon kompetens som är antingen exceptionell eller nyttig för samhället
- man har bevisat integrationen till Frankrikes samhälle på ett exceptionellt sätt genom meriter inom vetenskap, sport, ekonomi eller samhällsengagemang.

En utländsk sökande som är gift med en fransk medborgare kan beviljas franskt medborgarskap om paret har varit gift och bosatt för åtminstone 4 år. Om paret har gift sig utomlands, måste saken anmälas till franska myndigheter. Den utländska sökanden måste också kunna tillräckligt mycket franska.
Personer som tjänstgör i Främlingslegionen kan ansöka om medborgarskap efter 3 års tjänst. I början beviljas soldater permanent uppehållstillstånd och sedan måste de bevisa villighet att integrera till Frankrikes samhälle. Dessutom måste sökandes tjänsthistoria vara god. Sådana utländska soldater i främlingslegionen som skadades under striden för Frankrike kan omedelbart ansöka franska medborgarskapet. Principen heter "fransman genom runnet blod (franska: Français par le sang versé)".

## Dubbelt medborgarskap
Frankrike erkänner dubbelt medborgarskap. Franska medborgare är också automatiskt EU-medborgare.